# Сусини, Джованни Франческо
Джованни Франческо Сусини (итал. Giovanni Francesco, Gianfrancesco, Susini; 17 августа 1585, Флоренция — 17 октября 1653, Флоренция) — итальянский скульптор периода маньеризма флорентийской школы.

## Биография
Сусини родился во Флоренции и обучался в скульптурной мастерской Джамболоньи. Его дядя, Антонио Сусини, был главным мастером-бронзовщиком в мастерской Джамболоньи. В дальнейшем Франческо Джованни успешно работал в стиле Джамболоньи до такой степени, что его произведения принимали за произведения его учителя. Поездка в Рим в 1624—1626 годах дала ему опыт изучения классической скульптуры, искусства итальянского Возрождения и зарождающегося стиля барокко. Джанфранческо восхищался скульптурной группой «Аполлон и Дафна» работы Дж. Л. Бернини. Он сделал восковые копии недавно обнаруженного в Риме в 1608 году «Гермафродита Боргезе» (ныне в парижском Лувре) для отливки из бронзы по возвращении во Флоренцию. Его бронзовая реплика «Лаокоона с сыновьями» из собрания Ватикана, вероятно, основана на его копии, хранящейся во Флоренции.
Как скульптор Сусини известен некоторыми флорентийскими работами, такими как фонтан «Артишок» (Fontana del Carciofo), установленный в 1641 году на «навесной» галерее внутреннего двора Палаццо Питти, созданного Бартоломео Амманати в 1558—1560 годах. С галереи открывается вид на Сады Боболи.
Покровительство Медичи требовало совместной работы, в частности в Садах Боболи, многих архитекторов-декораторов и скульпторов, поэтому отдельные скульптуры, вазоны, фонтаны не имеют точной атрибуции. Немногие работы Сусини имеют его подпись. Среди подписанных произведений: «Вакх», который находится в Лувре, бронзовые статуэтки, «Похищение Елены», подписанное и датированное 1627 годом (Музей Гетти в Лос-Анджелесе); «Венера, сжигающая стрелы любви» и «Галл, убивающий свою жену и себя» (по римскому мраморному оригиналу) находятся в Лувре.
Джанфранческо Сусини руководил семейной бронзолитейной мастерской. По свидетельству Филиппо Бальдинуччи, автора выдающегося сочинения «Заметки о мастерах рисунка от Чимабуэ до наших дней» (Notizie de' professori del disegno da Cimabue in qua, 1681), Джованни и Антонио Сусини продолжали использовать модели Джамболоньи после его смерти, чтобы отливать прекрасно обработанные бронзовые скульптуры для взыскательных покровителей. Как и в творчестве Джамболоньи, для работ Сусини характерно использование двух или трёх фигур в сложных, сбалансированных отношениях, предназначенных для оценки с разных точек зрения. Такие произведения представляют собой характерные образцы типично маньеристичных, тонко отлитых с тщательно прочеканенной и отполированной поверхностью, настольных скульптур. Именно такую продукцию «малой бронзы» можно было выгодно продать коллекционерам за пределами Тосканы.
Одной из тем Джамболоньи, в которой Сусини также преуспел, была тема изображения животных в бою, для которой источником вдохновения стали доступные художникам в Риме в заново открытых римских копиях эллинистические прототипы. Например, бронзовые скульптуры «Лев, атакующий лошадь» и «Леопард, атакующий быка» вдохновлены фрагментом позднеантичного «мраморного льва, атакующего лошадь», выставленного на Кампидольо.
У Джанфранческо Сусини было три сына: Пьетро, Филиппо и Антонио, и дочь Элизабетта, вышедшая замуж за художника и поэта Лоренцо Липпи.

## Галерея
- Распятие. Церковь Сан-Гаэтано, Флоренция. Главный алтарь
- Спящий Гермафродит. 1639. Бронза
- Венера Капитолийская. 1646. Бронза
- Лев, терзающий быка. По модели Джамболоньи
- Фонтан «Артишок». 1641. Палаццо Питти, Флоренция
- Молодой Иоанн Креститель. 1610—1630. Мрамор. Национальная галерея искусства, Вашингтон
- Венера, наказывающая Купидона. 1638. Бронза. Метрополитен-музей, Нью-Йорк